# Toy Story Treats
Toy Story Treats is een Amerikaanse animatieserie uit 1996 dat gebaseerd is op de animatiefilm Toy Story. De televisieserie had slechts in 1 seizoen bestaande uit 52 afleveringen. Het type televisieprogramma is een interstitial program. De gebeurtenissen hierin spelen zich af voor, tijdens en na de gebeurtenissen in Toy Story. Het speelt zich wel allemaal af voor Toy Story 2.

## Verhaal
Het speelgoed van Andy en Sid uit Toy Story beleven allerlei avonturen in het huis van Andy.

## Rolverdeling
- Jim Hanks als Woody
- Wallace Shawn als Rex
- Jeff Pidgeon als Little Green Men (aliens)
- Pat Fraley als Buzz Lightyear
- John Ratzenberger als Hamm

## Achtergrond

### Productie
In 1995 brachten Pixar Animation Studios en Walt Disney Pictures samen de eerste volledig computergeanimeerde langspeelfilm Toy Story uit. De film was de tweede succesvolste film uit 1995. Vervolgens werd in 1996 het Amerikaanse televisienetwerk ABC overgenomen door The Walt Disney Company. Disney besloot om hun eigen animatiefiguren te gebruiken om ABC populairder te maken. Dit deden ze onder andere door middel van deze televisieserie. Ze produceerden 52 interstitial programs die verschenen in de herfst van 1996 op ABC Family en Disney's One Saturday Morning. De Toy Story Treats verschenen ongeveer gelijk met de VHS en laserdisc van de eerste Toy Story-film.

### Homemedia
Op 17 oktober 2000 verscheen de dvd-box Toy Story: The Ultimate Box met de eerste 2 langspeelfilms erop met als bonus de 52 Toy Story Treats. Op 6 september 2005 verschenen de 52 Toy Story Treats ook op de 10th Anniversary Edition-dvd van Toy Story.